# Manderley
Manderley es una finca ficticia que desempeña un papel central en el libro Rebecca de Daphne du Maurier de 1938 y en la adaptación cinematográfica de Alfred Hitchcock de 1940. La primera frase de la novela: Last night I dreamt I went to Manderley again (traducido: "Anoche soñé que volvía a Manderley") es una de las introducciones más famosas de la literatura inglesa. Posteriormente, Manderley se convirtió en un nombre popular en Gran Bretaña y en el epítome del lujo y el prestigio.

## Ubicación y descripción

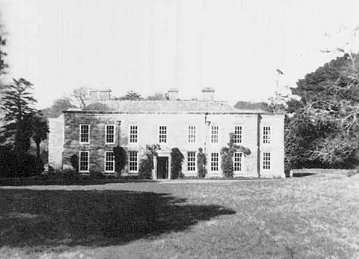
Casa Menabilly cerca de Fowey en Cornwall alrededor de 1920

Manderley es una gran finca junto al mar. La antigua casa familiar aristocrática está habitada por Maxim de Winter y su esposa, la “segunda Sra. de Winter”, cuyo nombre permanece en el anonimato. La primera esposa de De Winter, Rebecca, lleva muerta desde hace aproximadamente un año. Hay muchos sirvientes domésticos en el lugar, que dependen de la ama de llaves, la Sra. Danvers. La casa, que se parece a un castillo, tiene dos plantas. Tiene un ala en el este y un ala en el oeste además de tener varias salas representativas. Sobre todo el salón de la mañana está amueblado de forma especialmente exquisita.  Además tiene otros lugares importantes como la biblioteca, el gran salón de baile y el antiguo dormitorio de De Winter, la cual es la habitación más bonita de la casa teniendo además vistas al mar. La casa está ubicada en medio de una extensa propiedad. Hay un jardín de rosas justo al lado de la casa. El resto de la propiedad parece estar predominantemente boscoso. Árboles y grandes rododendros de color rojo brillante bordean el largo y sinuoso camino de acceso y sólo en el último momento dejan ver la correspondiente casa. A poca distancia caminando, se encuentra el “valle feliz”, repleto de azaleas y flores del bosque, que tienen aroma cautivador. Se llega a la playa a través de un acantilado. Allí hay un cobertizo para botes y un muelle en ruinas.
No existe una ubicación geográfica para Manderley. Se asume que está en Cornualles, donde vivía el propio du Maurier. Los modelos de la propiedad se pueden encontrar en la residencia posterior de du Maurier, Menabilly, que está cerca de Fowey en Cornwall, el interior recuerda a Milton Hall en Peterborough, Cambridgeshire, que visitó varias veces cuando era niña durante la Primera Guerra Mundial. La ubicación indefinida crea una atmósfera de aislamiento y dislocación en la novela. Ni siquiera se especifica qué ciudad se supone que está cerca, a excepción de la pequeña ciudad igualmente ficticia de Kerrith. La película también es una continuación de la novela en este sentido. Aunque Hitchcock visitó varias mansiones y propiedades en Europa, Estados Unidos y Canadá, finalmente decidió crear Manderley íntegramente en el estudio para no destruir la impresión aislada con lugares de rodaje realistas. Las miniaturas, que fueron realizadas para tomas exteriores, muestran una sinuosa casa solariega isabelina con numerosos frontones, ventanas y miradores.

## Función de la casa en la novela y en la película
Desde el principio de la historia queda claro que Manderley es un lugar inalcanzable y perdido para siempre. La secuencia introductoria describe un sueño, en el que la narradora visita unas ruinas que alguna vez fueron Manderley. Luego, en una retrospectiva, presenta la propiedad en la que ingresó como recién casada para encontrar un hogar. A medida que avanza la historia, esto demuestra ser una tarea imposible y, al final, Manderley arde en llamas.
Como todos los edificios clásicos de las novelas góticas, Manderley es un lugar perseguido por sus secretos. La casa aparentemente se ha convertido en una especie de museo: retratos de los antepasados de Maxim decoran las paredes, se venden postales con motivos de Manderley y algunas salas están abiertas al público una vez por semana. Sin embargo, para la protagonista principal de la historia, la segunda señora de Winter, en Manderley reina una atmósfera amenazadora y llena de miedo. La ama de llaves, la Sra. Danvers, indica que todavía ve a Rebecca como la verdadera señora de la casa. Manderley es el hogar de la infancia de Maxim, pero gran parte del mobiliario y el diseño de la propiedad, por lo que la propiedad es ampliamente admirada, fue obra de Rebecca. Apenas cambió después de su muerte. Maxim sólo tiene preparada para él y su nueva esposa la antigua ala de invitados en el ala este. La sala de la mañana y los salones de representación también muestran la letra de Rebecca en detalle. El ala oeste está deshabitada. La ropa de Rebecca todavía está colgada en los armarios, su cama está recién hecha y la señora Danvers arregla decoraciones florales frescas todos los días. La muerta está tan presente que su perfume parece flotar en el aire. Toda la propiedad parece haber sido convertida en un mausoleo. Aunque en teoría todas las habitaciones están abiertas para el narrador como dueña de la casa, se crean barreras psicológicas que hacen de la habitación de Rebecca en particular un “lugar prohibido”. Manderley no es un lugar donde puedas moverte libremente. Lo que debería ser un hogar se convierte en una prisión para los protagonistas.
Manderley es el escenario central de la novela de du Maurier. Salvo la primera parte principal, que se desarrolla en Montecarlo, y la parte final, que exige un viaje a Londres, los protagonistas apenas se alejan de su propiedad. Esta función central se ve reforzada aún más en Hitchcock. Para él, “Rebecca” es la historia de una casa, y la casa se convierte en “uno de los tres personajes principales de la película”.

## Recepción
- Debido a la popularidad de la novela y la película, el nombre Manderley también se hizo extremadamente popular para las casas comunes y fue durante un tiempo uno de los nombres de casas más comunes en el Reino Unido.[10] La cantante Enya, por ejemplo, rebautizó su castillo de Dublín como Manderley Castle.
- El diseñador de interiores neoyorquino W. & J. Sloane creó una serie exclusiva de muebles para el estreno de la película en 1940 que pretendía reflejar la atmósfera del salón matutino de Manderley.[11]
- Stephen King retomó el sueño de la narradora en la introducción de la novela Rebecca como motivo de su novela Un saco de huesos.
- La serie de televisión Los vengadores usa el nombre Manderley en el episodio 92 (Deadly Dust).
- Modificado a Manderlay, Lars von Trier utilizó el nombre para la segunda parte de su trilogía América (2005). La escena en la puerta cerrada de la finca alude a la secuencia final del clásico de Hitchcock.
- Manderley también aparece como finca ficticia en la adaptación cinematográfica de 1997 y la adaptación cinematográfica de 2020.